# Serrat de la Costa
El Serrat de la Costa és una serra situada al municipi de Cabó a la comarca de l'Alt Urgell, amb una elevació màxima de 1.403 metres.